# Acqua in bocca (film)
Acqua in bocca (Water) è una commedia farsesca del 1985 prodotta da George Harrison.

## Trama
Un'acqua frizzante super gustosa viene scoperta in una sonnolenta colonia britannica nei Caraibi chiamata Cascara, situata sulla Desolation Bay. Il governatore di Cascara trascorre le sue giornate assaggiando il raccolto locale di marijuana, mentre sua moglie, un'ex attrice sudamericana, scalpita per ritornarsene a Londra: il tutto mentre un paio di ribelli armati di chitarra manifestano strimpellando canzoni e un'affascinante attivista ambientale vuole salvare i pipistrelli locali.  

## Produzione
Il personaggio del Primo Ministro è ispirato a Margaret Thatcher: l’attrice Maureen Lipman ha un'acconciatura uguale a quella della “Lady di ferro”.